# دار الشيوخ
دار الشيوخ، بلدية بدائرة دار الشيوخ ولاية الجلفة الجزائرية.

## الموقع الجغرافي
تبعد عن مقر الولاية ب حوالي 40 كلم شرقا _ حدود ولاية المسيلة _ و320 كلم عن العاصمة الجزائر سميت بدار الشيوخ نسبة إلى شيوخها الصالحين الأربعة كما كانت تعرف قديما بحوش النعاس نسبة إلى شيخها ومؤسسها الشيخ عبد الرحمان النعاس. ويقطن دار الشيوخ حسب إحصائيات 2008 حوالي 50 ألف ساكن وتعتبر خامس بلدية من حيث عدد السكان. نذكر من أحيائها بونفر و المساكين 300 316 90

## التاريخ
دارالشيوخ مدينة تقع على سفح جبل : السحاري أولاد بنعلية، جيل مناعة وتستارة
وكذا قربها من أهم موردين للماء : العقيلة وضاية تسلوين وعيون فريض وقرب المياه السطحية ووجود بعض الأراضي الخصبة قررأهلها أن تكون محطة استقرار.
وكان أول من سكنها هم عروش أولاد بوعبد الله وأولاد عبد القادر وأولاد لغويني في المناطق
السهبية والسحاري وأولاد بنعلية في المناطق الجبلية منذ ما يقارب 300 سنة وكانت تسمى
بالملقى (أي المكان الذي يلتقي فيه الناس) حيث يلتقي في المنطقة يوم الجمعة كبار العروش
لصلاة ظهر الجمعة ثم المبيت ويوم السبت يعرضون تجارتهم للمقايضة ودراسة أمورهم
بعد استقرار عرش أولاد بوعبد الله وأولاد عبد القادر في المنطقة بصفة رسمية بعد أن كانوا
مع معظم العروش الأخرى لا يقطنوها إلا في فصل الصيف والخريف لقسوة شتائها.
أطلق عليها اسم المحاقن لتوسطها الجبال واحتقان البرد فيها وبعد دفن الشيوخ الأربعة
وهم : الشيخ الحدي وميصرة والحاج سعد في منطقة القباب والشيخ سيد أحمد في العقيلة
أصبح الناس حين يقصدون هذه المنطقة يقولون إنا ذاهبون لبرالشيوخ نسبة للشيوح المدفونين
فيها وهم من عرش أولاد بوعبد الله. وفي أواخر القرن الماضي أي سنة :1887 م
أقام الشيخ عبد الرحمان بن سليمان (المعروف بالشيخ النعاس) زاوية بالمنطقة لتدريس القرآن الكريم حيث ذاع صيت هذه الزاوية وأطلق عليها روادها حوش النعاس نسبة للولي الصالح الشيخ النعاس ومنذ ذلك اليوم أصبح أهل المنطقة يطلقون
عليها اسم حوش النعاس وبدأت النواة الأولى للبلدة منذ ذلك العهد حيث عرفت استقرار العروش
الباقية بصفة رسمية : عرش أولاد عبد القادر في الجهة الشرقية وعرش أولاد لغويني
في الجهة الغربية والسحاري أولاد بن علية في المناطق الجبلية إلا أن التسمية الغالبة
التي كان يطلقها الوافدين من مناطق بعيدة هي ديار الشيوخ
وبعد موت الشيخ عبد الرحمان النعاس سنة : 1906 بنيت عليه القبة سنة : 1909
وهي موجودة لحد الساعة.
دارالشيوخ بعد الاحتلال :
دخل الاستعمار الفرنسي للمنطقة واستقر فيها وأقام فيها ثكنة عسكرية ومركزا
ومنذ ذلك العهد أصبحت تسمى دارالشيوخ مع العلم أنها سابقا كانت تابعة إداريا لمنطقة
زاقز (القانون) ولا تزال بعض المعالم الفرنسية موجودة.
عرفت المنطقة توسعا كبيرا في السكان وتنوع في التركيبة البشرية حيث توافد عليها عدة
عروش مذكر منهم أولاد فرج من منطقة امجدل ولاية لمسيلة وكذا عرش أولاد عيفة إلى جانب العروش
المذكورة سابقا. كل هذه العروش استقروا بصفة دائمة في دارالشيوخ ليشكلوا المجتمع الجديد للمدينة.
إن التحليل السوسيولوجي لبنية المجتمع الدارالشيوخي يبين أن هذا المجتمع يتشكل من عدة
أعراش أغلبها يحوز أراضي تدخل ضمن الحيز الجغرافي لهذه البلدية أو ضمن الحدود المجاورة
وهكذا نلاحظ أن الأعراش المتواجدة بالبلدية هي :
أولاد بوعبد الله وهم يعتبرون العرش الرئيسي بالإضافة إلى أولاد عبد القادر، أولاد لغويني
وهؤلاء يحوزون على جل الأراضي ذات الطابع العروشي والبلدي في أغلبها إضافة
إلى أولاد بنعلية والسحاري وأولاد عيفة وأولاد فرج الذين يملكون أراضي
تقع على حدود البلدية.
تحليل ودراسة سوسيولوجية
يتميز المجتمع الدارالشيوخي بتفتحه على الآخر وبأنه مجتمع غير منغلق على نفسه وهذا ما جعل
البلدية تعرف حركية ونموا متسارعا بالرغم من انعدام الوسائل المؤهلة لذلك، وهو الشيء الذي يمكن ملاحظته من خلال التمركز السكاني الذي يعتبر هاما حيث أن البلدية ترتب في الصف الخامس من حيث عدد السكان على مستوى الولاية.
إن الوضع الاجتماعي على مستوى البلدية يتميز بارتفاع نسبة الفقر بين السكان وهذا انعكاس للوضع الاقتصادي الذي لا يعرف حركية كبيرة وهناك جزء من السكان يعتمدون على الفلاحة
المعيشية وتربية الماشية كما يلاحظ أنه خلال السنوات الأخيرة عرفت البلدية زيادة في حجم النشاط التجاري، إلا أن هذا التطور الذي تعرفه البلدية لا زال دون مستوى الحجم السكاني خاصة استقطاب شريحة الشباب منهم وهنا نشير أن البطالة متفشية بنسبة كبيرة وفرص العمل تكاد تكون
معدومة، والملاحظ أن هناك نسبة معتبرة من أرباب العائلات والذين سبق لهم أن هاجرو للعمل بفرنسا
وأصبحوا اليوم يتلقون معاشاتهم من هذه الأخيرة، هذه الفئة ساهمت في التخفيف من حدة التدهور الاجتماعي وساعدت على استمرار تماسك النسيج الاجتماعي والإبقاء على روح التضامن العائلي خاصة حماية الأسرة والمحافظة على مستوى معيشي مقبول.
إن الروح التي يتميز بها الشباب وهي سمات التفتح والتطلع إلى حياة أفضل ومحاولة مضاهاة المجتماعات الأخرى وارتفاع مستوى التعليم وولوج الجامعة لعدد لا بأس به من أبناء البلدية والإطلاع على العالم الخارجي من خلال وسائل الاتصال الحديثة والطفرة التي تعرفها هذه الأخيرة
إن هذه الأساب مجتمعة وغيرها بقدر ما كان لها دور إيجابي في خلق ديناميكية وحركية في أوساط
الشباب أفرزت في جوانبها السلبية بعض الآفات والسلوكات التي لم يكن يعرفها المجتمع إلى وقت
قريب خاصة تفشي ظواهر ذات أخطار كبيرة على المجتمع مثل رواج المخذرات والسطو
على المنازل والتحرش الجنسي وكلها أمور زاد من تفاقمها الوضع الاجتماعي المزري للشباب.
دارالشيوخ من سنة: 1957 إلى 1962.
سنة: 1957 صدر مرسوم فرنسي لتحويل دارالشيوخ من مركز إلى بلدية نظرالأهميتها 
سنة: 1958 كان فيها أول شيخ بلدية وأصبح إقليمها يمتد من حد الصحاري وحاسي العش وحاسي بحبح شمالا إلى حدود امجدل وسليم ولاية المسيلة شرقا إلى حدود عين معبد والجلفة غربا إلى حدود بلدية المليليحة جنوبا كما عرفت البلدية انتعاشا اقتصاديا بحكم التركيبة البشرية والموقع المتميز ضف إلى ذلك ترسيم يوم السبت ليصبح سوقا أسبوعيا
إن هذا السوق لعب دورا كبيرا في انتعاش الحركة التجارية وعملية التعارف مع الملاحظة أن هذه السوق تأسست منذ وقت كبير إلى درجة أن بعض الباعة والتجار كانوا يطلقون
على دارالشيوخ السبت نسبة ليوم السبت وهو يوم السوق الأسبوعي.
كما نشير لبعض الإنجازات في هذه الفترة أهمها:
ربط دارالشيوخ بالجلفة بطريق معبد وطريق قاري دارالشيوخ زاقز مرور بالجبل ودارالشيوخأمجدل مرور بالجبل وكذلك مدرسة ووحدة صحية كما استفادت من مشروع شارل ديقول ببناء سكنات اجتماعية.
دارالشيوخ والثورة التحريرية:
إن الموقع الجغرافي لبلدية دارالشيوخ جعلها مركزا استراتجيا لمجاهدي جيش التحرير الوطني حيث عرفت المنطقة معارك سجلها التاريخ مثل معركة قعيقع ومناعة....... ضد الاستعمارالفرنسي تحت قيادة فئة مؤمنة من المجاهدين من أبرزهم الشهداء الشيخ زيان عاشوروالعقيد سي الحواس والرائد عمر إدريس وغيرهم من عظماء رجال الثورة، وكان لسكان المنطقة
مساهمة فعالة في احتضان الثورة ودعمها بالنفس والمال وكل الوسائل التي كانت تحتاجها وسقط الكثير من الشهداء الأبرار في ميدان الشرف من أبناء المنطقة التي تعرضت لسياسة الحديد والنار حيث صب الاستعمار جام غضبه على الشعب الأعزل، كما أن حركة الجنرال بلونيس
المناوئة للثورة والمدعومة من طرف الاستعمار الفرنسي تمركزت بالمنطقة حيث اتخذت
من دارالشيوخ مركزا لقيادتها والتي حاولت في البداية مغالطة الشعب إلا أن هذا الأخير مافتئ
أن اكتشف المؤامرة مما جعله يتمرد على بلونيس ويقاوم هذه الحركة وكان من نتيجة
ذلك أن انتقم جنود بلونيس من السكان ونكلوا بهم من خلال السجن والتعذيب وسقط الكثير
من الشهداء غدرا على يد هذه الحركة العميلة وبفضل تجند الشعب وراء جبهة وجيش التحرير
الوطني تم القضاء على هذه الحركة والتي لم يتجاوز وجودها بالمنطقة أكثر من إحدى عشر شهر
أي من جويلية 1957 إلى جوان 1958
دارالشيوخ من 1962 إلى 1984
بعد الاستقلال مباشرة تولى أهل المنطقة زمام الأمور ومعهم باقي العروش ليتحدوا مرة أخرى
لبناء دارالشيوخ الحديثة ولم يبخل أحد بالرغم من قلة الإمكانيات والفقر الذي ورثه الاستعمار.
عرفت دارالشيوخ مشاريع وإن كانت بسيطة بالرغم الرقعة الكبيرة التي تمتاز بها ومن أهم
مشاريع هذه الفترة بناء المدارس وربط دارالشيوخ بالشبكة الكهربائية في سنة 1974.
وفي سنة 1976 أثناء التقسيم الإداري للجزائر الحديثة أبقي على دارالشيوخ بلدية ضمن
حدودها الإقليمية السابقة وفي سنة 1984 إثر التقسيم الإداري انبثق على دارالشيوخ بلديتين هم: المليليحة في الجهة الجنوبية الغربية وسيدي بايزيد في الجهة الشمالية الشرقية
وتم هذا التقسيم على حسب الأراضي العرشية التي يتملكها كل عرش وعلى إثر هذا التقسيم تقلصت مساحة دارالشيوخ وأصبحت لها حدود جديدة وهذا لم يؤثر على التركيبة الاجتماعية
بالعكس زاد توافد الناس على البلدية أو بالأحرى على مدينة دارالشيوخ.
دارالشيوخ من 1991 إلى 2002
لقد عرفت البلدية التي أصبحت دائرة خلال التقسيم الإداري الأخير لسنة 1991
تطورا مس جميع جوانب الحياة التي تهم المواطن وهذا بفضل البرامج التنموية المختلفة
التي استفادت منها البلدية خاصة في إطار برنامج الإنعاش الاقتصادي المسطر من طرف 
رئيس الجمهورية وهكذا فإن الملاحظ النزيه يرى التحول الكبير الذي تعرفه البلدية
والتطور الذي طال جميع القطاعات إلا أن جوانب كبيرة ما زالت تشكل معوقات وقضايا
يجب الاهتمام بها خاصة البطالة في وأوساط الشباب ومشكل السكان وتحسين الوضع
الاجتماعي للأسرة.
إحصائيات
- التسمية الرسمية : دارالشيوخ
- تاريخ الإنشاء : سنة 1958
- الصفة الإدارية : بلدية وهي مقر دائرة
- المساحة : 328,07 كلم2
- عدد السكان : حوالي 35 ألف نسمة إحصائيات 2008
الحدود الإقليمية :
- من الشمال : بلديتي سيدي بايزيد وعين معبد
- من الشرق : بلدية أمجدل ولاية المسيلة
- من الغرب : بلدية الجلفة وبلدية المجبارة
- من الجنوب : بلدية مليليحة

- نسبة الشباب : 70 %
- أهم التجمعات السكانية : القرية الفلاحية (العقيلة)، المرجة، العين البيضاء
- الأنشطة الاقتصادية : التجارة، وبعض الصناعات التقليدية، والحرف
- الأنشطة الفلاحية : الزراعة الموسمية (القمح، الشعير) الزراعات المختلفة، تربية المواشي
- الموارد الطبيعية : الجبس، المواد الحمراء، الصخور الصناعية، المواد الحمراء وهي غير مستغلة
- أهم المناطق : منطقة المرجة فلاحية، منطقة عين البيضاء : فلاحية، منطقة فريض : فلاحية منطقة تستارة وأرجاقنو وبوقرية والنومسن : فلاحية رعوية
- أهم المعالم:
- زاوية الشيخ عبد الرحمان النعاس
- مقبرة القباب
- مقبرة حاسي العود
- قبور الصحبي في منطقة النومسن

## دار الشيوخ اداريا
تتبع دارالشيوخ إداريا كل من 
- سيدي بايزيد
- القرية الفلاحية
- مويلح
-...الخ

## أهالي وسكان دار الشيوخ
تعتبر دائرة دارالشيوخ من الدوائر الوحيدة في الولاية التي يقيم بها أكثر من عرش والمعروف انه يقيم بها سبع عروش ومن عروش التي تقيم نذكر:
- 1/ عرش أولاد بوعبد الله اب العقون
- 2/ عرش أولاد عبد القادر وهم كذلك من السكان القدماء للدائرة إلا أن منبتهم الرئيسي ببلدية حاسي العش.
- 3/ عرش أولاد بن علية به خمس رفق وهم كذلك يعتبرون من آهالي المدينة.(عمر.عبد القادر.فاطنة.الحاج.لمبارك)
- 4/ عرش الصحاري ومنبتهم الأصلي قيعيع وسد أم الذروع وهم تابعتين لدائرة دار الشيوخ.
- 5/ عرش أولاد فرج وأصلهم الحقيق من ولاية المسيلة.
- 6/ عرش أولاد عيسى والذين ينحذرون من جنوب الولاية إلا أنهم بنسبة قليية.
- 7/ عرش أولاد لغويني وهم يتواجدون بالدائرة بعدد معتبر.

## وصلات خارجية
- شبكة النايلي الشاملة
- أخبار النايلي الشاملة

1. ↑  "Wilaya de Djelfa : répartition de la population résidente des ménages ordinaires et collectifs, selon la commune de résidence et la dispersion" (PDF). مؤرشف من الأصل (PDF) في 2024-01-18.. Données du recensement général de la population et de l'habitat de 2008 sur le site de l'Office national des statistiques.
2. ↑  GeoNames (بالإنجليزية), 2005, QID:Q830106